# 艾伦·巴特勒
艾伦·罗伯特·巴特勒（英語：Allan Robert Butler，1976年—），澳大利亚男子田径运动员。他曾代表澳大利亚参加1992年夏季残疾人奥林匹克运动会田径比赛，获得一枚金牌。